# Kristófi János
Kristófi János (Monospetri, 1925. december 15. – Nagyvárad, 2014. január 5.) partiumi magyar festőművész.

## Életútja
Középiskolát Kolozsvárt végzett, a Ion Andreescu Képzőművészeti Főiskolán szerzett rajztanári oklevelet (1954). A Népi Művészeti Iskola tanára Nagyváradon nyugalomba vonulásáig (1955-88). Feleségével, Hoványi Judit szobrász-keramikus művésznővel rendezett első közös kiállítása (1958) óta tevékeny részt vett a város művészeti életében. Tájképein Nagyváradot örökítette meg. Elkészítette Bartók Béla, a nagyváradi Bihari Sándor zeneszerző s a közművelődés mecénásaként ismert Nicolae Jiga arcképét. Feleségével közös "családi kiállítása" volt Bécsben és Leidenben (1988), Miskolcon (1990), Győrben , Budapesten (1991). és Szolnokon (1995).
A Nagyváradon élő Kristófi János világszerte ismert festőművész 2000. december 15-én ünnepelte 75. születésnapját. 1954 óta él a városban, ahol harminc éven át a Városi, majd a Művészeti Népiskolában nemzedékeket oktatott. Tíz gyermeke született. Mindegyiküket a katolikus hit szerint nevelte az életre, van köztük festő, énekes, fotós, orgonista, jogász, mérnök és orvos is. „Igazi nagyváradi festő lett, a klasszikus váradi festők (Baráth Móric, Balogh István, Tibor Ernő, Leon Alex, Mottl Román, Miklóssy Gábor, Tompa Mihály stb.) utóda és kortársa, a város hűséges polgára és krónikása egy személyben” - írta róla Banner Zoltán Békéscsabán élő művészettörténész.
Kristófi Jánost 2014. január 8-án 15 órakor temették Nagyváradon, a városi Rulikowsky  temető Steinberger kápolnájától.

## Díjai, elismerései
- 2011 – Magyar Köztársasági Érdemrend lovagkeresztje (polgári tagozata)[5]